# Non,Non,Non
『Non,Non,Non』（ノン・ノン・ノン）は宝塚歌劇団の舞台作品。雪組公演。
併演作品は『星影の人』。

## 解説
※『宝塚歌劇100年史（舞台編）』の宝塚大劇場公演のページを参照。
午後7時から午前6時までの夜を支配する妖精たちが、偶然出会った若い男・ナイーブ（演：汀夏子）と女・メランコリー（演：高宮沙千）に恋をさせ、結び付けていくラブストーリー。二人もまた、ロマンチックな夢の世界へと誘われていく・・・。ファンタスティックな空間を繰り広げるショー。

## 公演期間と公演場所
- 1976年6月25日 - 8月10日　宝塚大劇場[1]
- 1976年9月4日 - 9月27日　新宿コマ劇場[2]

## 宝塚大劇場公演のデータ
形式名は「ファンタスティック・ショー」。副題は「妖精たちの夜」。24景。

### スタッフ
- 作・演出：草野旦[1]
- 音楽：寺田瀧雄[3]、吉﨑憲治[3]、前田憲男[3]
- 音楽指揮：橋本和明[3]
- 振付：喜多弘[3]、司このみ[3]、中川久美[3]
- 装置：大橋泰弘[3]
- 衣装：任田幾英[3]
- 照明：今井直次[4]
- 音響・録音：松永浩志[4]
- 小道具：万波一重[4]
- 効果：扇野信夫[4]
- 演出助手：三木章雄[4]
- 制作：橋本雅夫[4]
- ヘア・デザイン：和田好弘[4]